# Furudono
Furudono (古殿町, Furudono-machi) est un bourg (町, machi ou -chō) japonais situé dans la préfecture de Fukushima.
Sa population est estimée à 5 669 habitants au 1er juin 2013.